# African Methodist Episcopal Zion Church
African Methodist Episcopal Zion Church ist eine Kirche in der methodistischen Tradition, deren Mitglieder überwiegend Afroamerikaner sind.
Die African Methodist Episcopal Zion Church ist nicht zu verwechseln mit der African Methodist Episcopal Church.

## Geschichte
Die AME Zion Church entstand aus der Bischöflichen Methodistenkirche. In den ersten Jahren gab es in der New Yorker Methodistenkirche kein Rassenproblem, aber als die Kirche wuchs, zeigten sich Rassenvorurteile. Es waren zwar einige Schwarze zu Laienpredigern ordiniert worden, aber sie durften in der Kirche nur selten unter Schwarzen und nie unter Weißen predigen. So baten diese vier schwarze Prediger 1796 den Bischof Francis Asbury, eigene Versammlungen abhalten zu dürfen, was der Bischof genehmigte.
So richteten diese Prediger einen alten Stall mit Kanzel und Bänken als Versammlungsraum ein und hielten dort am Sonntagnachmittag zwischen den offiziellen Gottesdiensten der Methodistenkirche und am Mittwoch- und Freitagabend Gebetstreffen ab, die von den Laienpredigern durchgeführt wurden, und erteilten auch Unterricht. 1799 entschlossen sich die Prediger, zusammen mit angesehenen Schwarzen von New York, eine eigene religiöse Gemeinschaft unter der Direktion der bischöflichen Methodistenkirche zu bilden. 1801 wurde die African Methodist Episcopal Church offiziell gegründet nach den Bekenntnissen und der Verfassung der bischöflichen Methodistenkirche in Einheit mit dieser und unter der Leitung ihrer Bischöfe. Der neuen Kirche sollten aber nur „Farbige“ als Mitglieder angehören. Nach dem Namen ihres Kirchengebäudes wurde die Kirche auch Zion Church genannt. Diese Kirche wurde immer noch von weißen Geistlichen betreut, da die Afroamerikaner nur Laienprediger waren.
Da es 1820 in der weißen Bischöflichen Methodistenkirche zu einer Spaltung aufgrund administrative Fragen kam, bei der auch der die Zion Church betreuende Geistliche aus der Bischöflichen Methodistenkirche austrat, entschloss sich die Zion Church, die plötzlich ohne Geistlichen dastand, eine unabhängige Kirche zu bilden. Es wurde eine Verfassung erarbeitet, die sich eng an die der Bischöflichen Methodistenkirche anlehnte. 
1821 kam es zu einer provisorischen Jahreskonferenz (methodistisches Bistum), der James Varick vorstand. 1822 wurde Varick mit zwei anderen zu Ältesten (Pfarrern) geweiht, nicht von einem Bischof, sondern von einem Geistlichen, was aber biblisch begründet wurde. Daraufhin waren die Bedingungen für eine ordentliche Jahreskonferenz erfüllt, die auch zusammentrat und Varick zum Superintendenten wählte.
Die Kirche wuchs schnell, zuerst im Norden: 1832 wurde die Jahreskonferenz von Philadelphia gegründet, 1845 New England, 1849 Allegheny, 1851 von Genesee. Bis zum Bürgerkrieg wuchs die Kirche sehr schnell im Norden der Vereinigten Staaten. Gemeinden und einzelne Mitglieder waren in dieser Zeit an der gegen die Sklaverei gerichteten Fluchthilfeorganisation Underground Railroad beteiligt. So war der ehemalige Sklave und Abolitionist Frederick Douglass Laienprediger der AME Zion Church von New York, die Gemeinden entlang der Mason-Dixon-Linie stellten wichtige Anlaufpunkte für geflohene Sklaven dar, die Gemeinde in Jamestown (New York) ermöglichte vielen Fugitives erfolgreich die Flucht über den Eriesee nach Kanada.
Während der Reconstruction (nach dem Bürgerkrieg) expandierte die Kirche besonders stark im Süden mit Jahreskonferenzen in North Carolina 1863, Louisiana 1865, Kentucky 1866, Alabama 1867, Virginia 1868, South Carolina und Florida 1869. Der Großteil von diesem Zuwachs geschah durch Übertritte von befreiten Sklaven aus der Episcopal Methodist Church, South, die danach eine überwiegend weiße Kirche wurde. Auch im Westen fand die Kirche erste Anhänger, die eine Jahreskonferenz in Kalifornien bildeten. So wuchs die Kirche von 4600 Mitgliedern 1856 auf 250'000 Mitglieder 1871.
Die AME Zion Church war eine der ersten Kirchen in den USA, welche Frauen zum Pfarramt zuließ; nachdem es seit 1880 zu verschiedenen Ordinationen von Frauen gekommen war, endete eine innerkirchliche Kontroverse 1898–1900 mit dem Beschluss, dass Frauen und Männer im kirchlichen Leben vollständig gleichberechtigt seien.

## Kirchenstruktur
Die Generalkonferenz ist das höchste Entscheidungsgremium in der Kirche. Zwischen den Treffen der Konferenz wird die Kirche von dem Board of Bishops geleitet.

## Gegenwart
Die Kirche ist heute in allen Staaten der USA vertreten und hat weltweit rund 1,2  Millionen Kirchenmitglieder in über 6.000 Gemeinden, davon rund 85.000 in Ghana.  Die Kirchenverwaltung ist in Charlotte (North Carolina). Der leitende Bischof ist George Walker.
Die Kirche ist in Doktrin und Kirchenalltag den ebenfalls schwarzen methodistischen Kirchen African Methodist Episcopal Church und Christian Methodist Episcopal Church sehr ähnlich.
Die Glaubensgemeinschaft betreibt das Livingstone College in Salisbury (North Carolina) und zwei Junior Colleges. Missionare der Kirche sind in Nord- und Südamerika, in Afrika und seit 1988 in der Karibik tätig.

## Ökumene
Die AME Zion Church ist Mitglied im Weltrat methodistischer Kirchen und im Weltkirchenrat. Abendmahlsgemeinschaft besteht mit den Kirchen der Churches Uniting in Christ. Die Kirche ist auch im US National Council of Churches vertreten.
Seit vielen Jahren gibt es Fusionsverhandlungen mit der Christian Methodist Episcopal Church. Die Kirchenfusion sollte ursprünglich 2004 stattfinden, wurde aber verschoben, da die AME Zion Church nicht auf dem Namenszusatz „African“ verzichten wollte und man sich nicht auf einen gemeinsamen Kirchennamen einigen konnte.